# Crux simplex

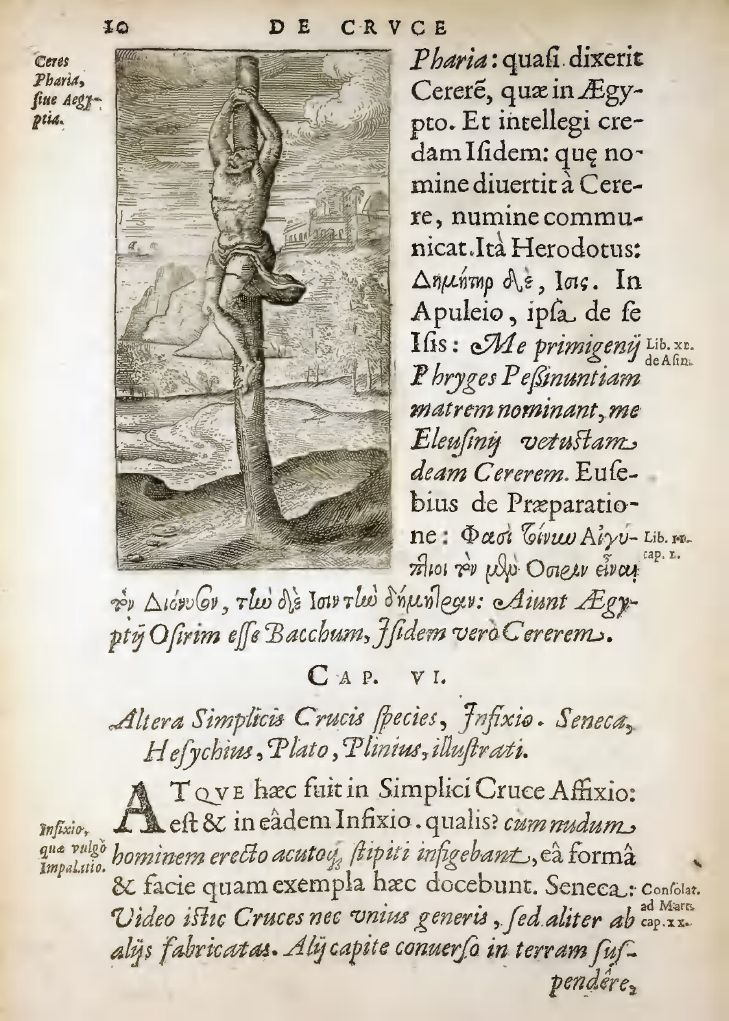
Nel suo De cruce (Anversa 1594), p. 10 Giusto Lipsio indica i due tipi distinti della forma di croce da lui chiamata crux simplex

Il termine crux simplex è stato inventato da Giusto Lipsio (1547-1606) per indicare un singolo palo semplice (senza traversa) al quale affiggere qualcuno e lasciarlo morire così o con il quale infissare ossia impalare qualcuno (Simplex [...] voco, cum in uno simplicique ligno fit affixio, aut infixio). Lipsio così distinse due tipi di crux simplex: la crux simplex ad affixionem e la crux simplex ad infixionem.
Dalla crux simplex (di ambedue questi tipi) la terminologia di Lipsio distingue la crux compacta, un congiunto di due legni (Compacta Crux est, quae manu facta, idque e duplici ligno), della quale esistono tre tipi: la crux decussata (a forma di X), la crux commissa (a forma di T) e la crux immissa (a forma di †).
Tutti questi termini sono stati inventati da Lipsio e non si trovano nei testi anteriori di qualunque epoca.

## Etimologia dicrux
La parola latina crux proviene dalla radice indoeuropea ger o kar (che significa "curvo", "piegato", "attorcigliato", "uncinato", "stretto").
Le cruces usate nelle esecuzioni romane erano molto diverse. Seneca scrisse nella sua Consolatio ad Marciam: "Vedo lì vicino delle croci, ma non di un solo tipo, ma costruite da chi in un modo da chi in un altro: alcuni levarono in alto (i condannati) rivolti con la testa verso la terra, altri infilano un palo per il retto, alcuni allungano le braccia sul patibolo". Giuseppe Flavio scrisse nel suo Guerra giudaica: "Spinti dall'odio e dal furore, i soldati si divertivano a crocifiggere i prigionieri in varie posizioni, e tale era il loro numero che mancavano lo spazio per le croci e le croci per le vittime".

## Crux simplex ad affixionem

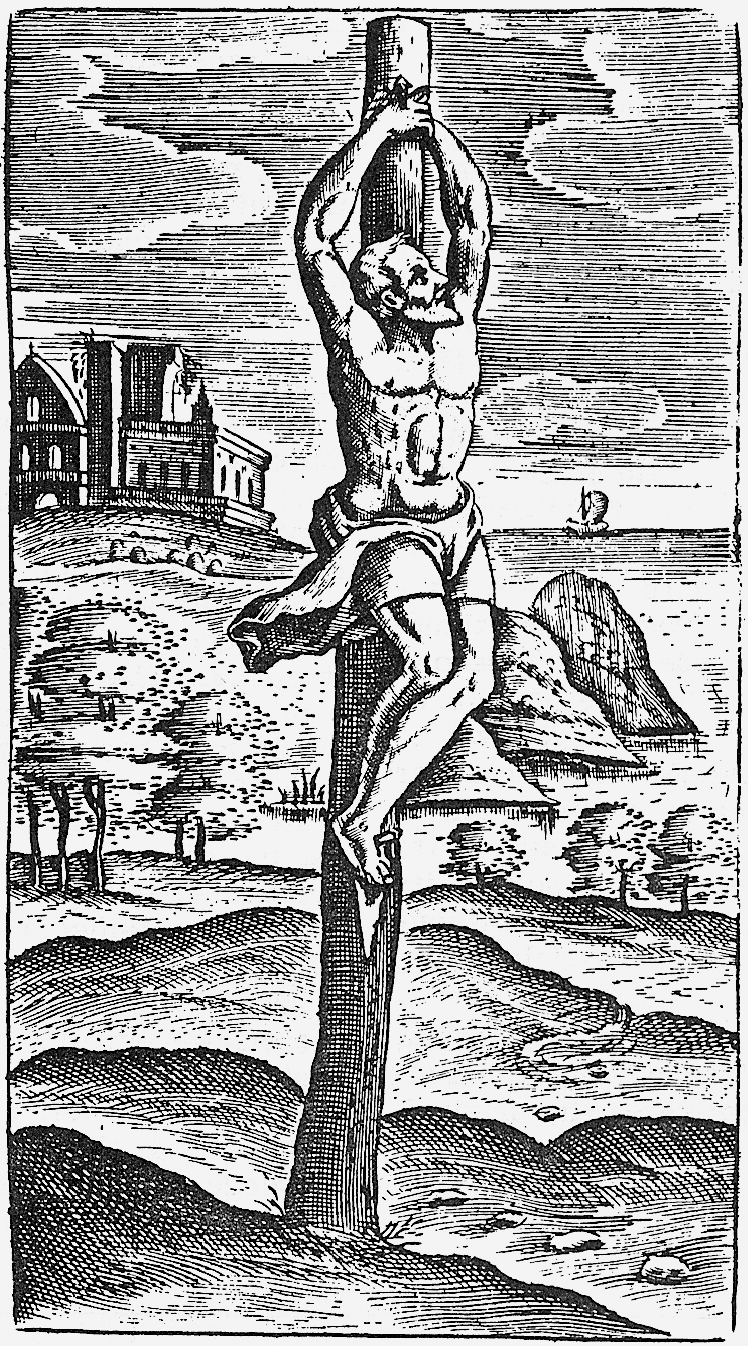
Disegno di Giusto Lipsio: Crux simplex ad affixionem

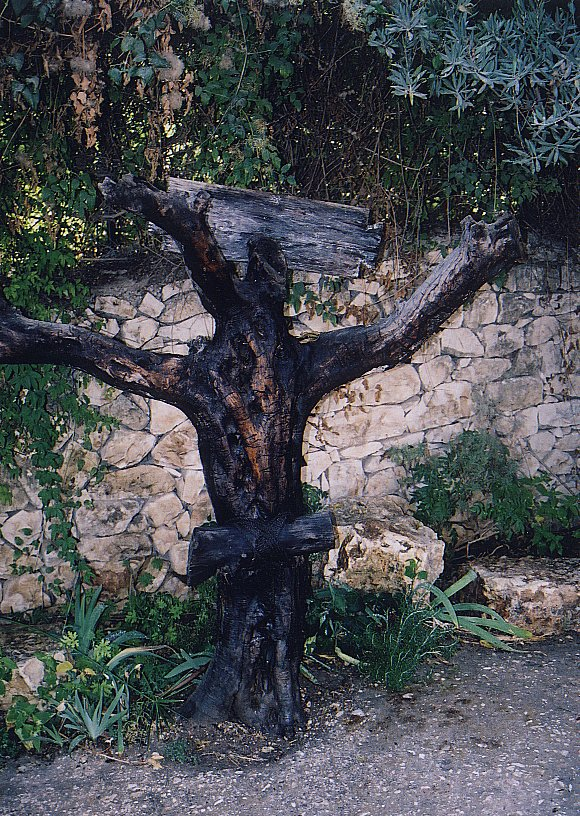
Albero di ulivo che avrebbe potuto essere usato per crocifiggere (Museo di Ein Kerem)

Giusto Lipsio dedica il capitolo V del libro I del suo De cruce al primo dei due tipi di crux simplex: la crux simplex ad affixionem. In questo tipo il condannato veniva legato o inchiodato alla crux simplex e lasciato lì fino alla morte. Lipsio osserva che, dato che anche al fusto di un albero venivano legate le vittime con le braccia allacciate ai rami – come in una poesia di Decimo Magno Ausonio e nell'episodio raccontato da Tertulliano nel suo Apologeticus dell'esecuzione di alcuni sacerdoti di Saturno negli alberi del loro tempio – i condannati potevano essere legati anche al solo tronco. E a parere di Lipsio è indubbio che si continuasse più tardi, particolarmente nel caso di esecuzioni di massa, a usare alberi per crocifissioni o potandoli leggermente o lasciandoli con il fogliame.
Il museo di Ein Kerem (Israele) esibisce alberi di ulivo con i rami che avrebbero potuto essere usati per crocifissioni.
Secondo Lipsio questo tipo di crux simplex stava all'origine della croce più familiare, opinione anche di altri. Patrick Farbairn, in The Imperial Bible Dictionary, dichiara: "Anche tra i Romani la crux (da cui deriva la nostra croce) pare fosse in origine un palo verticale, che è sempre rimasto la più prominente delle sue due parti. Però, a partire da quando si cominciò a usarla come strumento di supplizio, si aggiungeva spesso un legno trasversale, ma non sempre. Infatti sembra che si moriva in più maniere per mezzo della croce: la morte era inflitta al criminale anche trafiggendolo con un palo fatto passare per la schiena e la spina dorsale e che usciva per la bocca (adactum per medium hominem, qui per os emergat, stipitem)".

## Crux simplex ad infixionem

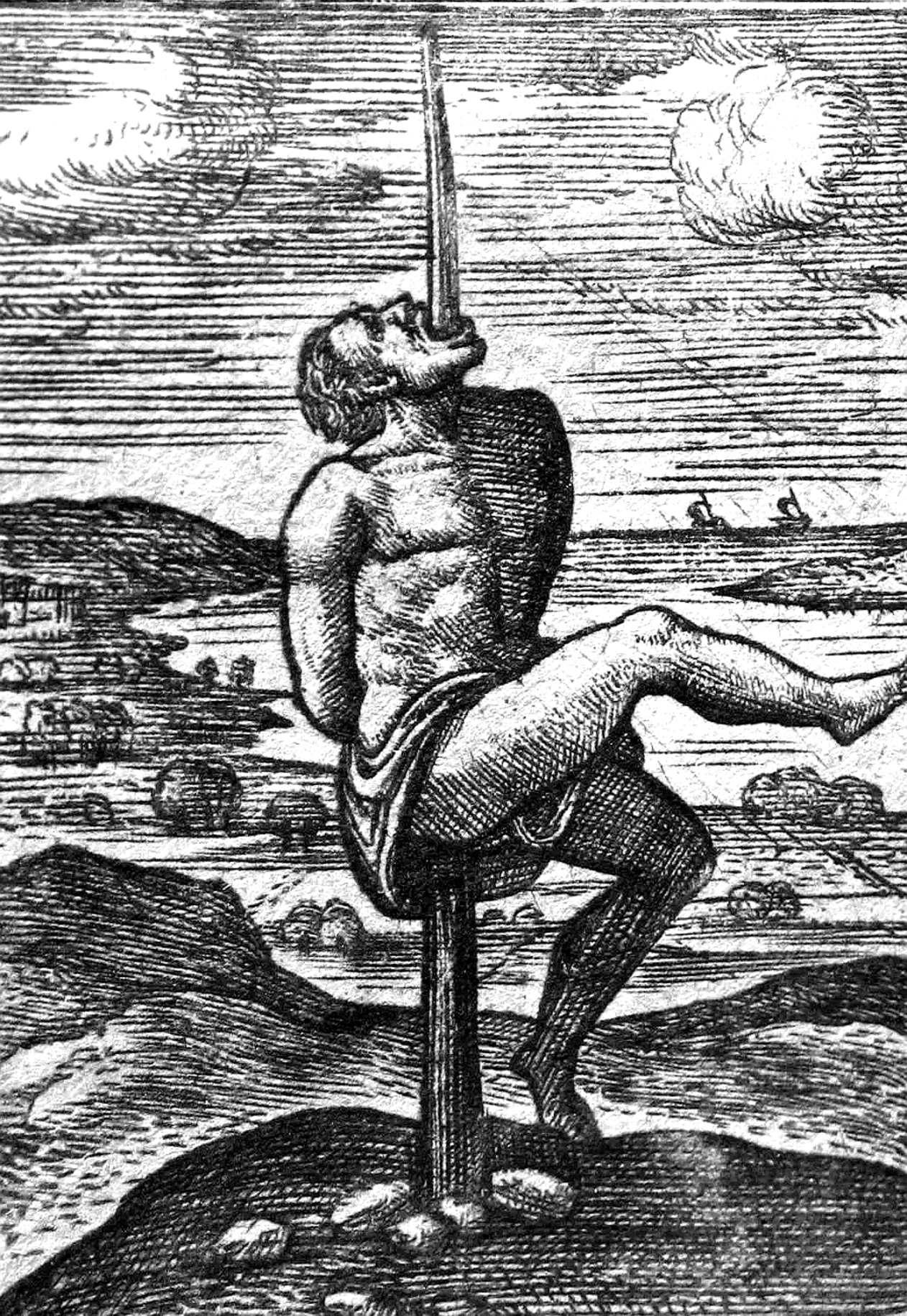
Disegno di Giusto Lipsio: Crux simplex ad infixionem

Giusto Lipsio dedica il capítolo VI del libro I del suo De cruce al secondo dei due tipi di crux simplex: la crux simplex ad infixionem impiegata per l'impalamento. Cita a questo riguardo Seneca, Esichio di Alessandria, Gaio Cilnio Mecenate e Plinio il Vecchio.

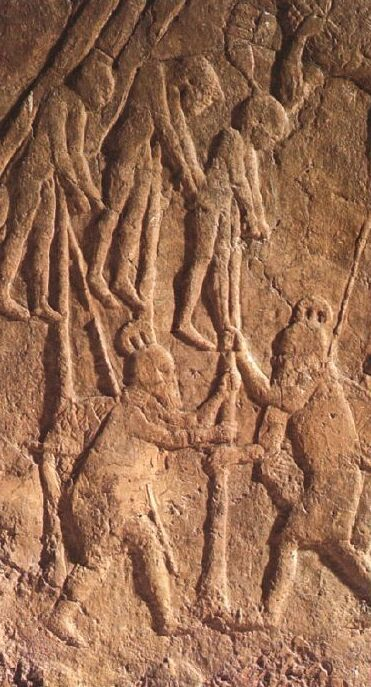
Impalamento di Giudei per opera degli Assiri al tempo di Sennacherib

Nel descrivere la pena di morte inflitta a volte nel I secolo d.C. mediante l'impalamento, Seneca (4 a.C. – 65 d.C.) chiama stipes, la stessa parola che indicava la parte verticale della crux compacta, lo strumento che Lipsio chiama crux simplex ad infixionem. La descrive nelle sue Epistulae morales ad Lucilium, 14: adactum per medium hominem qui per os emergat stipitem ("palo ficcato nel corpo fino a uscire dalla bocca"); e nella sua Consolatio ad Marciam: alii per obscena stipitem egerunt("altri infilano un palo per il retto"). Il motivo per cui si conclude che la stipes della crux romana a volte era priva di traversa è precisamente la prova dell'uso romano anche dell'impalamento.

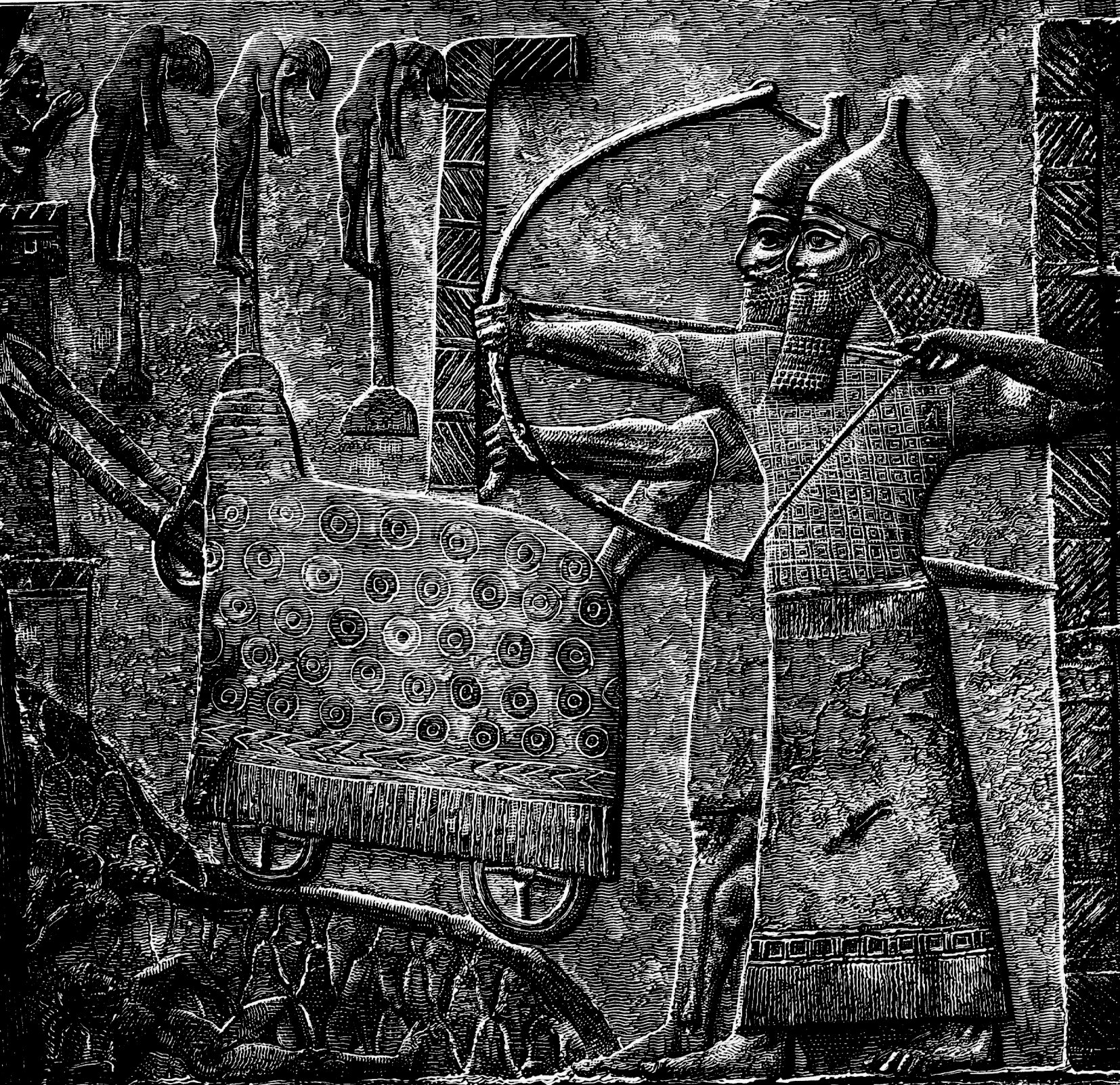
Arcieri assiri e nel fondo impalamento di prigionieri

La pena di morte per impalamento ha una storia di millenni prima dell'Impero romano e di millenni dopo.
L'impalamento è prescritto nella norma 153 del Codice di Hammurabi di circa 1780 a.C.
Nell'Impero assiro si impalavano per le costole i condannati lasciandoli poi pendere dall'alto di lunghi pali, come è dimostrato nelle immagini qui riprodotte.
Posteriormente lo stesso metodo di esecuzione era in uso presso i Persiani, che lo praticavono nel VI a.C. Di questa prassi persiana forse dà testimonianza anche la Bibbia giudaica ossia l'Antico Testamento. Il Libro di Esdra informa che il re Dario I di Persia emise un ordine affinché nessuno interferisse alla ricostruzione del tempio di Gerusalemme e che chiunque avesse violato questo suo decreto avrebbe dovuto essere appeso su una trave tolta dalla sua casa. Il verbo וזקיף qui tradotto nella versione La Nuova Diodati con "sia appeso" può essere interpretato in diverse maniere, una delle quali è "sia impalato". Nelle Iscrizioni di Bisotun lo stesso Dario I si vanta di avere impalato i suoi nemici. Anche il Libro di Ester dice che sotto il re persiano Assuero, generalmente identificato con Serse I di Persia, figlio di Dario I, furono giustiziati due eunuchi, guardiani dell'ingresso del palazzo reale, di nome Bigtan e Teres, e più tardi l'alto ufficiale Aman e i suoi figli. Si tratta, secondo molti commentari, dell'impalamento, non dell'impiccagione.